# Clodia flavoguttata
Clodia flavoguttata är en skalbaggsart som beskrevs av Stefan von Breuning 1957. Clodia flavoguttata ingår i släktet Clodia och familjen långhorningar.
Artens utbredningsområde är Filippinerna. Inga underarter finns listade i Catalogue of Life.